# J.Th. Arnfred
Jens Therkelsen Arnfred (født 19. december 1882 i Sønderbøl, død 22. maj 1977 i Askov) var en dansk civilingeniør og højskoleforstander.
Født i Sønderbøl i Aal Sogn som søn af gårdejer Niels Jensen (død 1920) og hustru Margrethe, f. Christensen (død 1931). Døbt Jens Terkelsen Jensen; navneændring per 13. juli 1905.
Gift 1. august 1911 med Karen Arnfred (1884–1966), datter af valgmenighedspræst Axel Helweg (død 1914), Askov, og hustru Thalitha, f. Spur (død 1937).
Ved landbruget til 1901; student 1904; cand.polyt 1910; leder af statens forsøgsmølle i Askov samt lærer ved højskolen 1910 og medbestyrer 1922. Forstander for Askov Højskole 1928–1953.
Han varetog utallige bestyrelses- og formandsposter. Herunder 1924–1931 formand for Sløjdforeningen af 1902 og 1924–1928 redaktør af Sløjdbladet, som var organ for Sløjdforeningen af 1902.
Han var formand for Sprogforeningen (til støtte for dansk sprog i Sønderjylland, dvs. Nord- og Sydslesvig) 1952-1974. Arnfred sad i bestyrelsen for Jaruplund Højskole.